# Sant Marc de Pallerols
Sant Marc és una capella de Pallerols, al municipi de la Baronia de Rialb (Noguera), inclosa en l'Inventari del Patrimoni Arquitectònic de Catalunya.

## Situació
Sant Marc es troba al sector central-oriental del terme municipal, enlairada a la solana del contrafort meridional de la serra de l'Arçosa. S'aixeca 150 metres per damunt de la capçalera del barranc de la Bastida que s'allunya, cap al sud, fins a ajuntar-se amb les aigües del pantà de Rialb. És un privilegiat mirador del sector sud de la Baronia de Rialb.
Des de Pallerols hi puja una pista en bon estat anomenada "camí de Sant Marc" (tot terreny aconsellat). Surt del davant de l'escola de Pallerols (direcció l'Empordanès). Als 100 metres es gira a la dreta. Als 350 metres, davant de ca l'Empordanès, es pren la pista de l'esquerra (s'evita passar pel mig de la masia) i es continua sempre per la pista principal. Rebutjant tots els desviaments que es trobin cap a l'esquerra, als 2,4 km.(42° 02′ 14″ N, 1° 13′ 47″ E / 42.037149°N,1.229657°E), abans d'una corba, hi ha un espai per aparcar. La capella és sota mateix. Hi passa el GR-1. Prosseguint per la pista es troba, poc més enllà, l'enrunada masia de Sant Marc i, al cap de 5,4 km. empalma amb la carretera de Peramola.

## Descripció

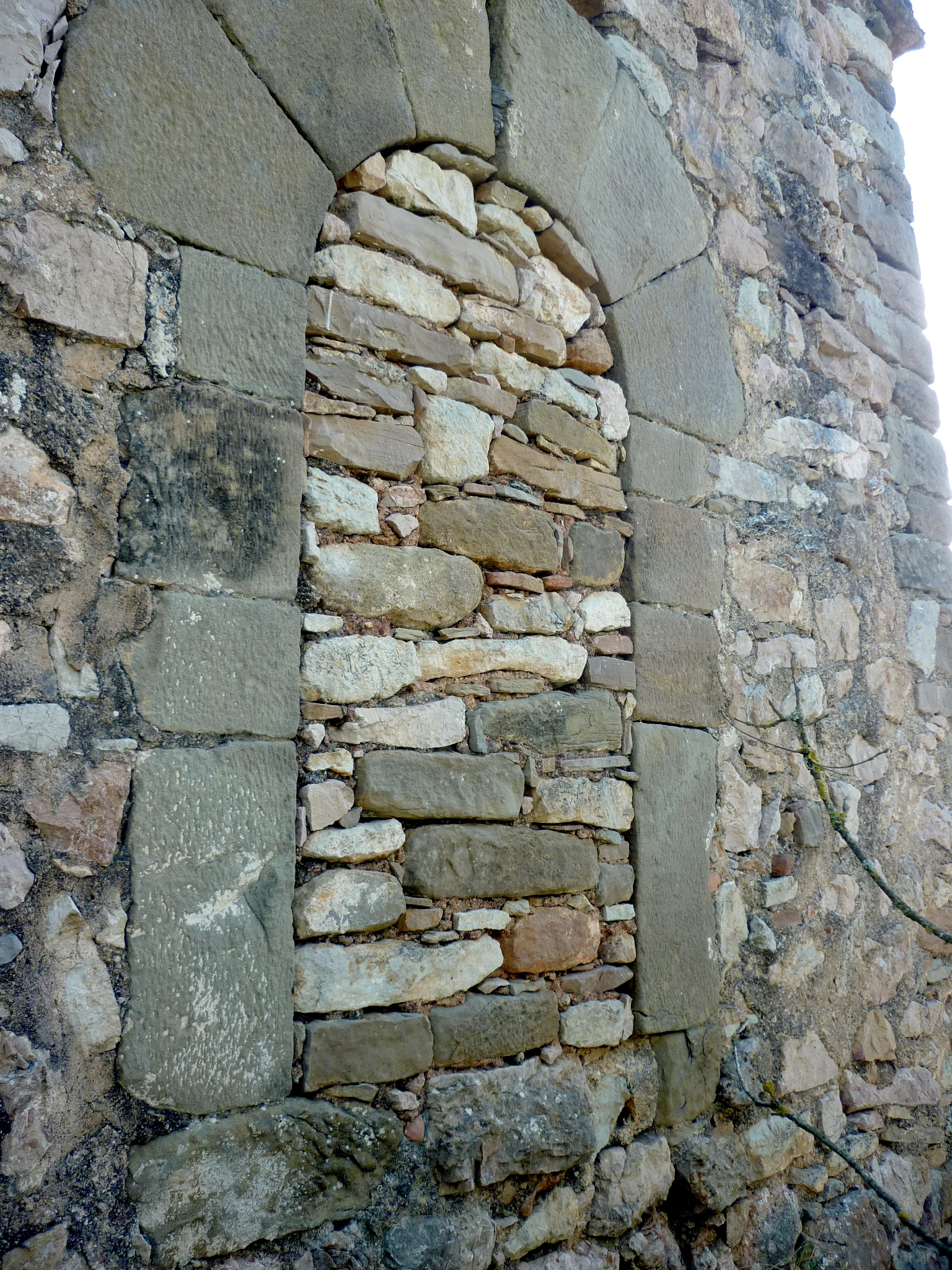
Portal tapiat

És una església d'una sola nau, coberta amb volta de canó reforçada amb arcs torals. Sembla que inicialment fou concebut com un edifici sense diferenciat, ressaltant el presbiteri només per la presència d'un arc toral adossat al mur de llevant. També podria ser aquest arc toral fos en realitat un arc triomfal d'una absis desaparegut del qual no n'haurien quedat restes després d'obrir la porta a la façana de llevant. L'interior és totalment arrebossat amb decoració pictòrica d'època barroca. Només hi ha una sola finestra en tot l'edifici. És a ponent i està resolta com una espitllera esqueixada recta. Els murs són molt barroers, fets d'aparell de reble molt irregular, sense formar filades, amb peces ben treballades a les cantonades. No hi ha decoració de cap mena en els murs. Per l'extrema rusticitat podem datar-la del segle x.

## Història
Malgrat el seu indubtable origen alt-medieval, no es tenen notícies històriques sobre la capella de l'antiga parròquia de Pallerols. La devoció a Sant Marc, lligada a la pràctica de les lledànies majors (25 de març), s'estén a casa nostra normalment del s. XV o inicis del s. XVI endavant. Així es constata en la majoria de les capelles dedicades a aquest Sant del nostre país. Això fa pensar que originàriament la capella de Sant Marc, a Pallerols, pogué tenir una altra devoció, que en tot cas es desconeix. La capella té uns goigs dedicats.